# Endliche Präsentierbarkeit (Modul)
Die endliche Präsentierbarkeit ist ein Konzept aus der mathematischen Theorie der Moduln. Ein Modul ist endlich präsentierbar, wenn er ein endliches Erzeugendensystem besitzt, für das die Relationen, die zwischen dessen Elementen bestehen dürfen, einer Endlichkeitsbedingung unterworfen sind. 

## Präsentation eines Moduls
Es sei {\displaystyle M} ein Linksmodul über einem Ring {\displaystyle R}. Ist {\displaystyle (m_{i})_{i\in I}} ein Erzeugendensystem von {\displaystyle M} und bezeichnet {\displaystyle R^{(I)}} die {\displaystyle I}-fache direkte Summe von {\displaystyle R} mit den Basis-Elementen {\displaystyle e_{i},\,i\in I}, so gibt es genau einen Homomorphismus {\displaystyle f:R^{(I)}\rightarrow M} mit {\displaystyle f(e_{i})=m_{i}}. Da {\displaystyle (m_{i})_{i\in I}} den Modul {\displaystyle M} erzeugt, ist {\displaystyle f} surjektiv und man erhält eine kurze exakte Sequenz
{\displaystyle 0\rightarrow \mathrm {ker} (f)\rightarrow R^{(I)}{\xrightarrow {f}}M\rightarrow 0},
die man die zum Erzeugendensystem gehörige Präsentation von {\displaystyle M} nennt.
In obiger Definition enthält {\displaystyle \mathrm {ker} (f)}, der sogenannte Relationenmodul, Informationen über die Relationen, die zwischen den erzeugenden Elementen bestehen. Ist im Extremfall {\displaystyle \mathrm {ker} (f)=\{0\}}, so ist {\displaystyle f:R^{(I)}\rightarrow M} ein Isomorphismus, der die kanonische Basis {\displaystyle (e_{i})_{i\in I}} auf {\displaystyle (m_{i})_{i\in I}} abbildet, das heißt letzteres ist eine Basis von {\displaystyle M}, insbesondere ist {\displaystyle M} in diesem Fall ein freier Modul. Der hier zu definierende Begriff fordert die Existenz eines endlichen Erzeugendensystems, dessen Elemente nicht zu vielen Relationen unterworfen sind:
Ein Modul {\displaystyle M} heißt endlich präsentierbar, wenn es einen endlich erzeugten freien Modul {\displaystyle F} und einen surjektiven Homomorphismus {\displaystyle f:F\rightarrow M} gibt, so dass auch {\displaystyle \mathrm {ker} (f)} endlich erzeugt ist.
Da alle endlich erzeugten freien {\displaystyle R}-Moduln zu einem {\displaystyle R^{n}} mit {\displaystyle n\in \mathbb {N} } isomorph sind, hat man also eine kurze exakte Sequenz
{\displaystyle 0\rightarrow \mathrm {ker} (f)\rightarrow R^{n}{\xrightarrow {f}}M\rightarrow 0}
mit endlich erzeugtem  {\displaystyle \mathrm {ker} (f)} .

## Beispiele
- Endlich erzeugte Moduln über einem noetherschen Ring sind endlich präsentierbar, denn in obiger Definition ist {\displaystyle \mathrm {ker} (f)} als Untermodul des noetherschen Moduls {\displaystyle R^{n}} endlich erzeugt.
- Jeder endlich erzeugte projektive Modul ist endlich präsentierbar.[3]

## Eigenschaften

### Relationenmoduln
Ist {\displaystyle M} endlich präsentierbar, so ist definitionsgemäß der Kern einer bestimmten Surjektion eines endlich erzeugten freien Moduls auf {\displaystyle M} endlich erzeugt. Es zeigt sich, dass jeder Relationenmodul zu einem endlichen Erzeugendensystem endlich erzeugt ist, es gilt sogar:
- Ist {\displaystyle M} endlich präsentierbar und {\displaystyle f:N\rightarrow M} surjektiv mit endlich erzeugtem Modul {\displaystyle N}, so ist {\displaystyle \mathrm {ker} (f)} endlich erzeugt.[4]

Zum Beweis betrachte man neben der kurzen exakten Sequenz
{\displaystyle 0\rightarrow \mathrm {ker} (f)\rightarrow N{\xrightarrow {f}}M\rightarrow 0}
auch die kurze exakte Sequenz
{\displaystyle 0\rightarrow K\rightarrow R^{n}\rightarrow M\rightarrow 0}
aus der Definition der endlichen Präsentierbarkeit mit endlich erzeugtem Modul {\displaystyle K}. Nimmt man zusätzlich an, dass {\displaystyle N} projektiv ist, so folgt aus dem Lemma von Schanuel, dass {\displaystyle \mathrm {ker} (f)\oplus R^{n}\cong N\oplus K}, das heißt {\displaystyle \mathrm {ker} (f)} ist direkter Summand eines endlich erzeugten Moduls und daher selbst endlich erzeugt. Der allgemeine Fall kann darauf zurückgeführt werden.

### Lokalisierung von Homomorphismen
Ist {\displaystyle S} eine multiplikative Teilmenge des kommutativen Ringes {\displaystyle R}, so kann man {\displaystyle R}-Moduln nach {\displaystyle S} lokalisieren. Ist {\displaystyle f:M\rightarrow N} eine {\displaystyle R}-lineare Abbildung, so ist 
{\displaystyle f_{S}:M_{S}\rightarrow N_{S},\quad f_{S}\left({\frac {x}{s}}\right):={\frac {f(x)}{s}}}
eine {\displaystyle R_{S}}-lineare Abbildung, und die Zuordnung
{\displaystyle \mathrm {Hom} _{R}(M,N)\rightarrow \mathrm {Hom} _{R_{S}}(M_{S},N_{S}),\,f\mapsto f_{S}}
induziert eine {\displaystyle R_{S}}-lineare Abbildung
{\displaystyle \mathrm {Hom} _{R}(M,N)_{S}\rightarrow \mathrm {Hom} _{R_{S}}(M_{S},N_{S}).}
Es stellt sich nun die Frage, wann diese Abbildung ein Isomorphismus ist. Es gilt
- Es seien {\displaystyle R} ein kommutativer Ring, {\displaystyle S\subset R} multiplikativ und {\displaystyle M} und {\displaystyle N} {\displaystyle R}-Moduln. Ist {\displaystyle M} endlich präsentierbar, so ist obige Abbildung

{\displaystyle \mathrm {Hom} _{R}(M,N)_{S}\rightarrow \mathrm {Hom} _{R_{S}}(M_{S},N_{S}).}
ein Isomorphismus.